# Pentaclethra macrophylla
Pentaclethra macrophylla ist ein Baum in der Familie der Hülsenfrüchtler aus der Unterfamilie der Mimosengewächse aus West- und Zentralafrika.

## Beschreibung
Pentaclethra macrophylla wächst als recht schnellwüchsiger und immergrüner Baum mit dichter Krone bis über 30 Meter hoch. Der Stammdurchmesser erreicht über 1 Meter. Es können meterhohe Brettwurzeln ausgebildet werden. Die gräuliche bis bräunliche Borke ist relativ glatt.
Die doppelt gefiederten und gestielten, bis über 45 Zentimeter langen Laubblätter sind wechselständig. Die rinnigen Blattstiele besitzen an der Basis einen Pulvinus. Die kurz gestielten Fiedern 1. Ordnung besitzen an der Basis einen Pulvinus. Die ganzrandigen, elliptischen bis länglichen, abgerundeten bis stumpfen oft eingebuchteten und fast kahlen, ledrigen Blättchen sind sitzend. Die kleinen, nadelförmigen Nebenblätter mit einer Drüse an der Basis sind abfallend.
Es werden end- oder achselständige, fein leicht bräunlich behaarte Rispen mit langen, dichten und vielblütigen, ährigen Ästen gebildet. Die kleinen, sitzenden, duftenden, rotpurpur-weißen später rostigen und fünfzähligen Blüten sind zwittrig mit doppelter Blütenhülle. Der minimale Kelch ist becherförmig mit kleinen Zipfeln. Die halbaufrechten Petalen sind an der Basis verwachsen mit klappigen Zipfeln Es sind 5 kurze Staubblätter, mit einer Drüse oben zwischen den Antheren und bis zu 15 lange, fädige Staminodien vorhanden, diese sind an der Basis in einer fleischigen Röhre verwachsen. Der einkammerige, im oberen Teil behaarte, längliche Fruchtknoten ist oberständig. Der Griffel ist relativ kurz mit kleiner Narbe. Es ist ein Diskus vorhanden.

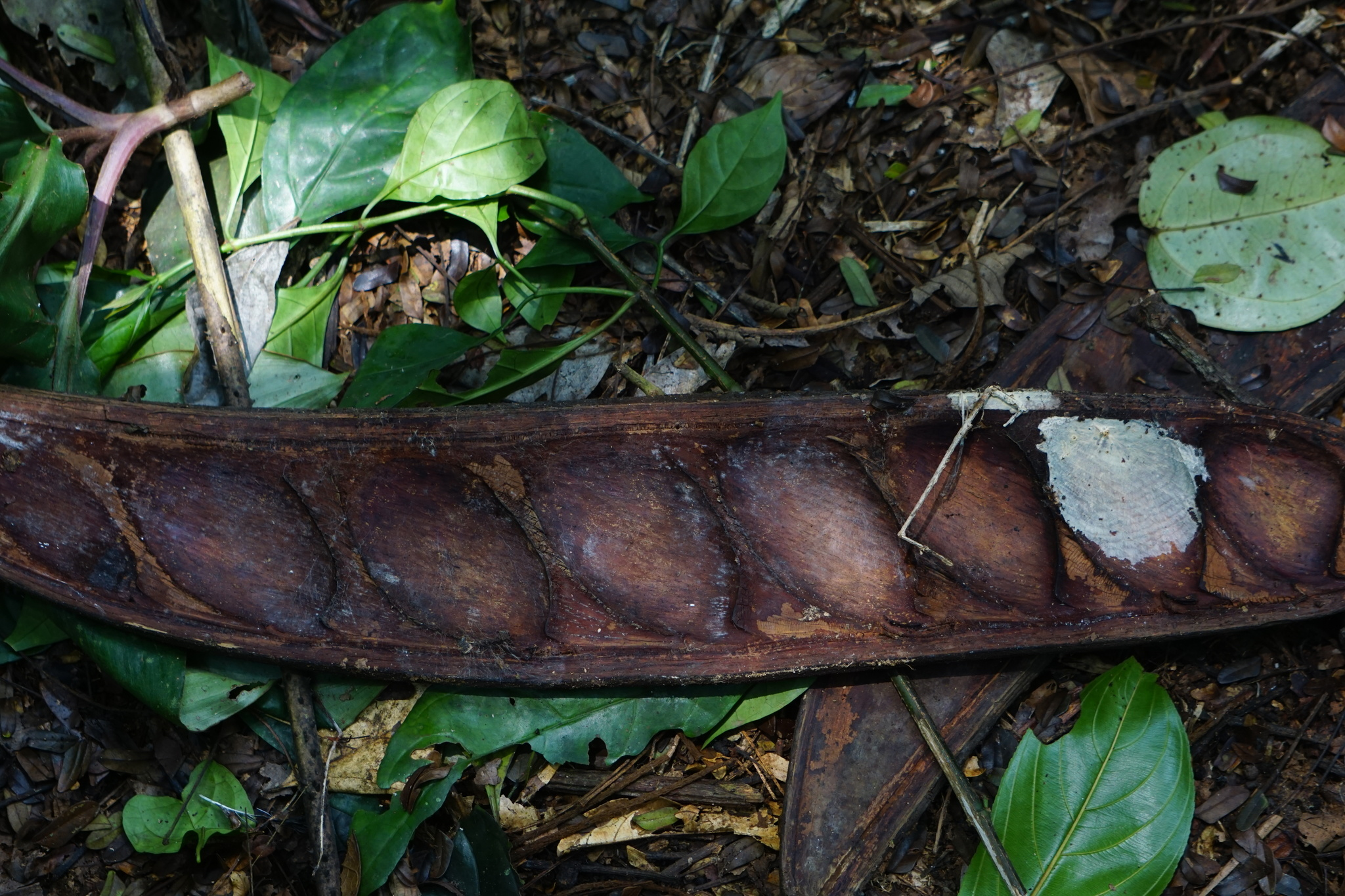
Hülsenfrucht von Pentaclethra macrophylla

Es werden herabhängende, gerade bis leicht gebogene, bis über 55 Zentimeter lange, bis 10 Zentimeter breite, längliche und abgeflachte, mehrsamige, holzige, feinstreifige Hülsenfrüchte gebildet. Die Früchte öffnen sich explosiv mit verdrehenden Fruchtklappen. Die bis zu 8 harten, dunkelbraunen, glatten, glänzenden Samen sind scheiben-, muschelförmig, elliptisch bis eiförmig und bis 7 Zentimeter groß sowie etwa 1 Zentimeter dick.
Die Chromosomenzahl beträgt 2n = 26.

## Verwendung
Die Samen (Ölbohnen oder Owalabohnen) werden gekocht oder geröstet gegessen, auch kann ein Mehl aus ihnen gewonnen werden. Sie werden auch oft gekocht und dann fermentiert um die enthaltenen Giftstoffe zu neutralisieren.
Die Samen können in Pfeilgift oder als Fischgift genutzt werden. Aus den ölhaltigen Samen kann auch ein Öl (Owalanussöl, Owalaöl) gewonnen werden.
Das Holz ist schwer, recht hart und recht beständig. Es ist bekannt als Mubala oder Ovala.